# (4383) Suruga
(4383) Suruga est un astéroïde de la ceinture principale.

## Description
(4383) Suruga est un astéroïde de la ceinture principale. Il fut découvert le 1er décembre 1989 à l'observatoire Gekko par Yoshiaki Ōshima. Il présente une orbite caractérisée par un demi-grand axe de 2,42 UA, une excentricité de 0,06 et une inclinaison de 7,2° par rapport à l'écliptique.

## Compléments